# Marco Bardazzi
Marco Bardazzi (Prato, 16 ottobre 1967) è un giornalista e scrittore italiano, esperto di comunicazione digitale.

## Biografia
Inizia a lavorare come giornalista collaborando con la Gazzetta di Prato nel 1986.
Dopo gli studi in Scienze Politiche all'Università di Firenze, entra in ANSA dove rimane fino al 2009 passando per le sedi di Firenze, Milano, New York, Washington e Roma. Negli anni 90 segue le vicende giudiziarie italiane: il mostro di Firenze, Tangentopoli, il disastro del Moby Prince, le inchieste sulla mafia e sulle stragi del 1993 di Roma, Firenze e Milano.
Nel 1996 insieme a Marco Pratellesi fonda "Reality Magazine", testata registrata, per sperimentare il web journalism.
Dal 2000 si sposta negli Stati Uniti sempre per ANSA, prima a New York e poi a Washington, dove segue tre campagne presidenziali (2000, 2004, 2008), gli attentati del 2001, le guerre in Afghanistan e in Iraq. Al rientro da Washington, nel 2008, diventa vice caporedattore della redazione Multimedia di ANSA a Roma.
Nel 2009 passa alla Stampa come vice caporedattore esteri, fino a diventare caporedattore centrale e digital editor. Nel 2012 si è occupato della fondazione delle rete di giornali partner dell’iniziativa "Europa" per conto della Stampa; le altre testate coinvolte erano Le Monde, El País, The Guardian, Gazeta Wyborcza e Suddeutsche Zeitung.
Nel 2015 si allontana dal giornalismo in prima linea e diventa direttore della comunicazione esterna di Eni. Tra le prime iniziative intraprese in azienda ha ideato e diretto Eniday, rivista online dedicata ad una nuova narrazione dell'energia, dell'innovazione tecnologica e dello sviluppo sostenibile.
È direttore editoriale di "WE, World Energy", magazine internazionale dedicato al mondo dell'Oil & Gas ed è membro del comitato editoriale della rivista Oasis. Dal 2017 fa parte del consiglio di amministrazione di AGI e di Eni Gas e Luce.
Alla fine del 2020 Bardazzi lascia ENI e a gennaio 2021 fonda insieme a Salvatore Ippolito BEA - Be a Media Company, società che si occupa della narrazione strategica d’impresa.

### Il caso "Eni Vs Report"
Il 13 dicembre 2015 Report manda in onda il servizio "La trattativa" riguardo dell'acquisto della licenza per il blocco petrolifero OPL 245 in Nigeria. Il team della comunicazione, guidato da Bardazzi, risponde in diretta sui canali social di Eni, portando approfondimenti e documenti per smontare le tesi di Report. È la prima volta che succede nella storia della trasmissione e il fatto è ancor più evidente perché su quei canali non c'è nessuno di Report attivo per quasi tutta la trasmissione. Come i giornali titolano il giorno dopo, questo scontro è il momento che sancisce il crollo della divisione tra internet e tv.
Nel 2017 c'è un secondo episodio di confronto tra Eni e Report; l'azienda arricchisce ulteriormente la sua contronarrazione con una diretta live su Facebook ma questa volta anche a Report sono preparati a seguire sui social.

### Ulteriori attività
È docente alla scuola di Giornalismo dell’Università Cattolica di Milano e Visiting Fellow all'Università di Oxford - Said Business School.
Ha conseguito un Associate of Arts degree in storia all’American Public University.
Bardazzi possiede una vasta collezione di giornali che mostra periodicamente sui canali social con l'hashtag #emerotecabardazzi.

## Opere
- Una banca nel mirino. 1981-1994: tredici anni di vergogne giudiziarie e finanziarie, ed. P. Cramer, 1995
- Sotto il cielo d'America. L'avventura di un nuovo inizio, Rizzoli, 2004, ISBN 9788817002790
- La scala spezzata, Società Editrice Fiorentina, 2004, ISBN 9788887048957
- Nella vigna del Signore. La vita e il pensiero di Joseph Ratzinger, papa Benedetto XVI, Rizzoli, 2005, ISBN 9788817008693
  - edizione in inglese: In the Vineyard of the Lord: The Life, Faith, and Teaching of Joseph Ratzinger Pope Benedict XVI, Rizzoli International Publications, 2005, ISBN 9780847828012
  - edizione in spagnolo: De Joseph Ratzinger a Benedicto XVI, Ediciones Encuentro, 2006, ISBN 9788474907889
- L'America che non ti hanno mai detto, Società Editrice Fiorentina, 2005, ISBN 9788860320032
- con Massimo Gaggi, L'ultima notizia. Dalla crisi degli imperi di carta al paradosso dell'era di vetro, Rizzoli, 2010, ISBN 9788817038379
- con Marco Alfieri e Corrado Paolucci, Content Strategy, EGEA, 2018, ISBN 9788823836624
- Ho fatto tutto per essere felice. Enzo Piccinini, storia di un insolito chirurgo, Rizzoli, 2021, ISBN 9788817157841
- Silicon Europe. La grande avventura della microelettronica e di un'azienda italofrancese che fa girare il mondo, Rizzoli, 2022, ISBN 9788817163842

## Riconoscimenti
- 2004, premio giornalistico "Elmo d'Argento - Solidali per la vita": vincitore della sezione nazionale per il reportage sui pompieri di Ground Zero "Ricordando gli eroi delle Due Torri - Ritorno a Ground Zero con Daniel Nigro ex comandante dei vigili del fuoco di New York"[35][36]
- 2005, Premio Saint-Vincent per il giornalismo: premiato come autore della migliore inchiesta con "Usa 2004: un altro anno all’insegna dei boia" per ANSA[37]
- 2017, Premio Ischia internazionale di giornalismo:  premiato come il più innovativo fra i comunicatori d'azienda dell'anno per la sua attività di direttore delle relazioni esterne di Eni[38]